# 野洲郡
- 令制国一覧 > 東山道 > 近江国 > 野洲郡
- 日本 > 近畿地方 > 滋賀県 > 野洲郡

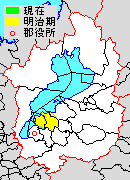
滋賀県野洲郡の位置（黄：明治期 水色：後に他郡から編入した区域）

野洲郡（やすぐん）は、滋賀県（近江国）にあった郡。

## 郡域
1879年（明治12年）に行政区画として発足した当時の郡域は、下記の区域にあたる。
- 野洲市の全域
- 守山市の大部分（浮気町・勝部町・勝部・梅田町・今宿町・今宿・焔魔堂町・阿村町・伊勢町・二町町・古高町・大門町・横江町・千代町を除く）
- 近江八幡市の一部（江頭町・十王町・小田町・野村町・佐波江町・丸の内町）

2010年（平成22年）の国勢調査に基づく当該区域の面積は138.45k㎡、人口は108,586人。3

## 歴史

### 近世以降の沿革
- 「旧高旧領取調帳」に記載されている明治初年時点での支配は以下の通り。幕府領は大津代官所が管轄。●は村内に寺社領が、○は村内に寺社除地[1]が存在。（97村）

| 知行         | 知行                             | 村数 | 村名 |
| ------------ | -------------------------------- | ---- | --- |
| 幕府領       | 幕府領                           | 27村 | 杉江新田、山賀新田、赤野井村、赤野井新田、岡村、上永原村、○江頭村、野村、○十王町村、野村新田、末吉新田、井狩新田、野田新田、須原村、須原新田、吉川村、吉川新田、菖蒲新田、喜合新田、小浜新田、今浜村、今浜新田、○木浜村、木浜新田、水保新田、幸津川新田、川崎新田 |
| 幕府領       | 旗本領                           | 24村 | 森川原村、大林村、金森村、山賀村、○中村、○笠原村、立入村、○中畑村、○野洲村、山脇村、紺屋町村、○桜生村、入町村、長島村、乙窪村、●木部村、比江村、●五条村、堤村、西河原村、小浜村、服部村、○開発村、立花村                                                          |
| 幕府領       | 幕府領・旗本領                   | 3村  | ○冨波沢村、○比留田村、○吉地村 |
| 藩領         | 山城淀藩                         | 8村  | 三宅村、十二里村、今市村、北桜村、行合村、久野部村、六条村、井ノ口村 |
| 藩領         | 近江西大路藩                     | 2村  | 妙光寺村、大篠原村 |
| 藩領         | 近江大溝藩                       | 2村  | 小島村、矢島村 |
| 藩領         | 武蔵川越藩                       | 2村  | ○小堤村、五之里村 |
| 藩領         | 丹後宮津藩                       | 2村  | ○守山村、○吉身村 |
| 藩領         | 河内狭山藩                       | 2村  | 欲賀村、辻町村 |
| 藩領         | 近江三上藩                       | 1村  | ○三上村 |
| 藩領         | 近江宮川藩                       | 1村  | ○小南村 |
| 藩領         | 近江山上藩                       | 1村  | ○幸津川村 |
| 藩領         | 上野前橋藩                       | 1村  | 杉江村 |
| 藩領         | 和泉伯太藩                       | 1村  | ○虫生村 |
| 幕府領・藩領 | 幕府領・淀藩                     | 2村  | 播磨田村、荒見村 |
| 幕府領・藩領 | 幕府領・西大路藩                 | 1村  | ○高木村 |
| 幕府領・藩領 | 幕府領・山上藩                   | 2村  | 野田村、○水保村 |
| 幕府領・藩領 | 幕府領・旗本領・淀藩             | 2村  | 小比江村、安治村 |
| 幕府領・藩領 | 幕府領・旗本領・宮川藩           | 2村  | ○中北村、○小田村 |
| 幕府領・藩領 | 旗本領・陸奥仙台藩               | 2村  | 小篠原村、市三宅村 |
| 幕府領・藩領 | 旗本領・淀藩・大溝藩             | 1村  | 川田村 |
| 幕府領・藩領 | 旗本領・大溝藩                   | 1村  | 新庄村 |
| 幕府領・藩領 | 旗本領・川越藩                   | 1村  | ○八夫村 |
| 幕府領・藩領 | 旗本領・川越藩・山上藩・伯太藩   | 1村  | ○戸田村 |
| 幕府領・藩領 | 旗本領・三上藩                   | 1村  | ○北村 |
| 幕府領・藩領 | 旗本領・前橋藩                   | 1村  | 石田村 |
| その他       | 幕府領・施薬院領・中島武四郎給地 | 1村  | ●○永原村 |
| その他       | 幕府領・旗本領・山上藩・施薬院領 | 1村  | 冨波新町村 |
| その他       | 旗本領・川越藩・広幡家領         | 1村  | 南桜村 |

- 慶応4年
  - 3月7日（1868年3月30日） - 大津代官所に大津裁判所が設置され、幕府領を管轄。
  - 4月28日（1868年5月20日） - 大津裁判所の管轄地域が大津県の管轄となる。
  - 6月4日（1868年7月23日） - 戊辰戦争の処分により仙台藩が減封となり、郡内の領地が大津県の管轄となる。
- 明治3年
  - 2月 - 旗本領・狭山藩領[8]が大津県の管轄となる。
  - 4月14日（1870年5月14日） - 三上藩が藩庁の移転により和泉吉見藩となる。
- 明治4年
  - 7月14日（1871年8月29日） - 廃藩置県により、藩領が淀県、西大路県、川越県、宮津県、吉見県、伯太県、宮川県、山上県、前橋県の管轄となる。
  - 10月28日（1871年12月10日） - 第1次府県統合により、前橋県の管轄地域が群馬県の管轄となる。
  - 10月 - 大溝藩領[9]・公家領・寺社領が大津県の管轄となる。
  - 11月2日（1871年12月13日） - 第1次府県統合により、宮津県の管轄地域が豊岡県の管轄となる。
  - 11月14日（1871年12月25日） - 第1次府県統合により、川越県の管轄地域が入間県の管轄となる。
  - 11月22日（1872年1月2日） - 第1次府県統合により、全域が大津県の管轄となる。
- 明治初年 - 今浜新田が今浜村に合併。（96村）
- 明治5年（93村）
  - 1月19日（1872年2月27日） - 大津県が改称して滋賀県となる。
  - 立花村・戸田村が合併して立田村となる。
  - 冨波沢村・冨波新田村が合併して冨波村となる。
  - 木浜新田が木浜村に合併。
- 明治7年（1874年）（79村）
  - 上永原村・紺屋町村が合併して上屋村となる。
  - 杉江新田が杉江村に、山賀新田が山賀村に、野田新田が野田村に、須原新田が須原村に、吉川新田・菖蒲新田・喜合新田が吉川村に、小浜新田が小浜村に、水保新田が水保村に、幸津川新田が幸津川村に、山脇村・桜生村が小篠原村にそれぞれ合併。
  - 末吉新田が野村に合併[10]。
- 明治8年（1875年）（77村）
  - 吉川村の一部が分立して菖蒲村となる。
  - 野村新田・井狩新田が合併して佐波江村となる。
  - 赤野井新田が赤野井村に、川崎新田が洲本村にそれぞれ合併。
  - 開発村が改称して洲本村となる。
- 明治11年（1878年） - 吉川村の一部が分立して喜合新田となる。（78村）
- 明治12年（1879年）（77村）
  - 5月16日 - 郡区町村編制法の滋賀県での施行により、行政区画としての野洲郡が発足。「栗太野洲郡役所」が栗太郡草津村に設置され、同郡とともに管轄。
  - 中畑村・行合村が合併して行畑村となる。
- 明治16年（1883年） - 乙窪村・小比江村の各一部が分立して北比江村となる。（78村）

### 町村制以降の沿革

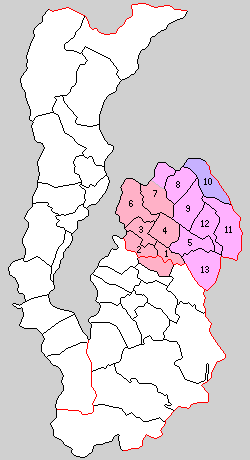
1.守山村 2.小津村 3.玉津村 4.河西村 5.野洲村 6.速野村 7.中洲村 8.兵主村 9.中里村 10.北里村 11.篠原村 12.義王村 13.三上村（紫：近江八幡市 赤：守山市 桃：野洲市）

- 明治22年（1889年）4月1日 - 町村制の施行により、以下の町村が発足。（13村）
  - 守山村 ← 守山村、吉身村、岡村、立入村（現・守山市）
  - 小津村 ← 金森村、三宅村、大林村、欲賀村、森川原村、山賀村、杉江村（現・守山市）
  - 玉津村 ← 赤野井村、石田村、十二里村、矢島村（現・守山市）
  - 河西村 ← 播磨田村、小島村、川田村［一部[11]］、中村、笠原村、今市村、荒見村（現・守山市）
  - 野洲村 ← 野洲村、市三宅村、行畑村、小篠原村、久野部村、川田村［一部[12]］（現・野洲市）
  - 速野村 ← 水保村、今浜村、木浜村、洲本村（現・守山市）
  - 中洲村 ← 新庄村、服部村、立田村、幸津川村、小浜村（現・守山市）、吉川村、菖蒲村、喜合新田（現・野洲市）
  - 兵主村 ← 五条村、野田村、六条村、安治村、須原村、堤村、井口村（現・野洲市）
  - 中里村 ← 西河原村、比江村、小比江村、北比江村、乙窪村、吉地村、比留田村、木部村、八夫村、虫生村（現・野洲市）
  - 北里村 ← 江頭村、十王町村、小田村、野村、佐波江村（現・近江八幡市）
  - 篠原村 ← 大篠原村、小堤村、入町村、長島村、高木村、小南村（現・野洲市）
  - 義王村 ← 永原村、中北村、上屋村、辻町村、冨波村、五之里村、北村（現・野洲市）
  - 三上村 ← 三上村、妙光寺村、南桜村、北桜村（現・野洲市）
- 明治27年（1894年）8月22日 - 義王村が改称して祇王村となる。
- 明治31年（1898年）4月1日 - 郡制を施行。郡役所を野洲村に設置。
- 明治37年（1904年）2月11日 - 守山村が町制施行して守山町となる[13]。（1町12村）
- 明治44年（1911年）10月17日 - 野洲村が町制施行して野洲町となる。（2町11村）
- 大正12年（1923年）4月1日 - 郡会が廃止。郡役所は存続。
- 大正15年（1926年）7月1日 - 郡役所が廃止。以降は地域区分名称となる。
- 昭和16年（1941年）7月10日 - 守山町が栗太郡物部村と合併し、改めて守山町が発足。（2町11村）
- 昭和17年（1942年）5月20日 - 野洲町・三上村が合併し、改めて野洲町が発足。（2町10村）
- 昭和30年（1955年）
  - 1月15日 - 守山町・小津村・玉津村・河西村・速野村が合併し、改めて守山町が発足。（2町6村）
  - 3月3日 - 北里村が近江八幡市に編入。（2町5村）
  - 4月1日（3町1村）
    - 兵主村・中里村が合併して中主町が発足。
    - 篠原村・祇王村・野洲町が合併し、改めて野洲町が発足。
- 昭和32年（1957年）3月1日 - 中洲村が分割され、一部（吉川・菖蒲・喜合）が中主町に、残部（新庄・服部・立田・幸津川・小浜）が守山町にそれぞれ編入。（3町）
- 昭和45年（1970年）7月1日 - 守山町が市制施行して守山市となり、郡より離脱。（2町）
- 平成16年（2004年）10月1日 - 中主町・野洲町が合併して野洲市が発足。同日野洲郡消滅。

### 変遷表
| 明治以前       | 明治以前       | 明治初年 - 明治7年 | 明治8年 - 明治22年     | 明治22年 4月1日 町村制施行 | 明治22年 - 大正15年          | 昭和元年 - 昭和20年    | 昭和21年 - 昭和40年             | 昭和41年 - 昭和64年        | 平成元年 - 現在        | 現在       |
| -------------- | -------------- | ------------------ | ---------------------- | -------------------------- | ---------------------------- | ---------------------- | ------------------------------- | -------------------------- | ---------------------- | ---------- |
| 五条村         | 五条村         | 五条村             | 五条村                 | 兵主村                     | 兵主村                       | 兵主村                 | 昭和30年4月1日 中主町           | 中主町                     | 平成16年10月1日 野洲市 | 野洲市     |
| 野田村         | 野田村         | 明治7年 野田村     | 野田村                 | 兵主村                     | 兵主村                       | 兵主村                 | 昭和30年4月1日 中主町           | 中主町                     | 平成16年10月1日 野洲市 | 野洲市     |
| 野田新田       |                | 明治7年 野田村     | 野田村                 | 兵主村                     | 兵主村                       | 兵主村                 | 昭和30年4月1日 中主町           | 中主町                     | 平成16年10月1日 野洲市 | 野洲市     |
| 六条村         | 六条村         | 六条村             | 六条村                 | 兵主村                     | 兵主村                       | 兵主村                 | 昭和30年4月1日 中主町           | 中主町                     | 平成16年10月1日 野洲市 | 野洲市     |
| 安治村         | 安治村         | 安治村             | 安治村                 | 兵主村                     | 兵主村                       | 兵主村                 | 昭和30年4月1日 中主町           | 中主町                     | 平成16年10月1日 野洲市 | 野洲市     |
| 須原村         | 須原村         | 明治7年 須原村     | 須原村                 | 兵主村                     | 兵主村                       | 兵主村                 | 昭和30年4月1日 中主町           | 中主町                     | 平成16年10月1日 野洲市 | 野洲市     |
| 須原新田       |                | 明治7年 須原村     | 須原村                 | 兵主村                     | 兵主村                       | 兵主村                 | 昭和30年4月1日 中主町           | 中主町                     | 平成16年10月1日 野洲市 | 野洲市     |
| 堤村           | 堤村           | 堤村               | 堤村                   | 兵主村                     | 兵主村                       | 兵主村                 | 昭和30年4月1日 中主町           | 中主町                     | 平成16年10月1日 野洲市 | 野洲市     |
| 井口村         | 井口村         | 井口村             | 井口村                 | 兵主村                     | 兵主村                       | 兵主村                 | 昭和30年4月1日 中主町           | 中主町                     | 平成16年10月1日 野洲市 | 野洲市     |
| 西河原村       | 西河原村       | 西河原村           | 西河原村               | 中里村                     | 中里村                       | 中里村                 | 昭和30年4月1日 中主町           | 中主町                     | 平成16年10月1日 野洲市 | 野洲市     |
| 比江村         | 比江村         | 比江村             | 比江村                 | 中里村                     | 中里村                       | 中里村                 | 昭和30年4月1日 中主町           | 中主町                     | 平成16年10月1日 野洲市 | 野洲市     |
| 小比江村       | 一部           | 小比江村           | 小比江村               | 中里村                     | 中里村                       | 中里村                 | 昭和30年4月1日 中主町           | 中主町                     | 平成16年10月1日 野洲市 | 野洲市     |
| 小比江村       | 一部           | 小比江村           | 明治16年 分立 北比江村 | 中里村                     | 中里村                       | 中里村                 | 昭和30年4月1日 中主町           | 中主町                     | 平成16年10月1日 野洲市 | 野洲市     |
| 乙窪村         | 一部           | 乙窪村             | 明治16年 分立 北比江村 | 中里村                     | 中里村                       | 中里村                 | 昭和30年4月1日 中主町           | 中主町                     | 平成16年10月1日 野洲市 | 野洲市     |
| 乙窪村         | 一部           | 乙窪村             | 乙窪村                 | 中里村                     | 中里村                       | 中里村                 | 昭和30年4月1日 中主町           | 中主町                     | 平成16年10月1日 野洲市 | 野洲市     |
| 吉地村         | 吉地村         | 吉地村             | 吉地村                 | 中里村                     | 中里村                       | 中里村                 | 昭和30年4月1日 中主町           | 中主町                     | 平成16年10月1日 野洲市 | 野洲市     |
| 比留田村       | 比留田村       | 比留田村           | 比留田村               | 中里村                     | 中里村                       | 中里村                 | 昭和30年4月1日 中主町           | 中主町                     | 平成16年10月1日 野洲市 | 野洲市     |
| 木部村         | 木部村         | 木部村             | 木部村                 | 中里村                     | 中里村                       | 中里村                 | 昭和30年4月1日 中主町           | 中主町                     | 平成16年10月1日 野洲市 | 野洲市     |
| 八夫村         | 八夫村         | 八夫村             | 八夫村                 | 中里村                     | 中里村                       | 中里村                 | 昭和30年4月1日 中主町           | 中主町                     | 平成16年10月1日 野洲市 | 野洲市     |
| 虫生村         | 虫生村         | 虫生村             | 虫生村                 | 中里村                     | 中里村                       | 中里村                 | 昭和30年4月1日 中主町           | 中主町                     | 平成16年10月1日 野洲市 | 野洲市     |
| 吉川村         | 吉川村         | 明治7年 吉川村     | 吉川村                 | 中洲村                     | 中洲村                       | 中洲村                 | 昭和32年3月1日 中主町に編入     | 中主町                     | 平成16年10月1日 野洲市 | 野洲市     |
| 吉川新田       |                | 明治7年 吉川村     | 吉川村                 | 中洲村                     | 中洲村                       | 中洲村                 | 昭和32年3月1日 中主町に編入     | 中主町                     | 平成16年10月1日 野洲市 | 野洲市     |
| 菖蒲新田       | 菖蒲新田       | 明治7年 吉川村     | 明治8年 分立 菖蒲村    | 中洲村                     | 中洲村                       | 中洲村                 | 昭和32年3月1日 中主町に編入     | 中主町                     | 平成16年10月1日 野洲市 | 野洲市     |
| 喜合新田       | 喜合新田       | 明治7年 吉川村     | 明治11年 分立 喜合新田 | 中洲村                     | 中洲村                       | 中洲村                 | 昭和32年3月1日 中主町に編入     | 中主町                     | 平成16年10月1日 野洲市 | 野洲市     |
| 新庄村         | 新庄村         | 新庄村             | 新庄村                 | 中洲村                     | 中洲村                       | 中洲村                 | 昭和32年3月1日 守山町に編入     | 昭和45年7月1日 市制 守山市 | 守山市                 | 守山市     |
| 服部村         | 服部村         | 服部村             | 服部村                 | 中洲村                     | 中洲村                       | 中洲村                 | 昭和32年3月1日 守山町に編入     | 昭和45年7月1日 市制 守山市 | 守山市                 | 守山市     |
| 立花村         | 立花村         | 明治5年 立田村     | 立田村                 | 中洲村                     | 中洲村                       | 中洲村                 | 昭和32年3月1日 守山町に編入     | 昭和45年7月1日 市制 守山市 | 守山市                 | 守山市     |
| 戸田村         |                | 明治5年 立田村     | 立田村                 | 中洲村                     | 中洲村                       | 中洲村                 | 昭和32年3月1日 守山町に編入     | 昭和45年7月1日 市制 守山市 | 守山市                 | 守山市     |
| 幸津川村       | 幸津川村       | 明治7年 幸津川村   | 幸津川村               | 中洲村                     | 中洲村                       | 中洲村                 | 昭和32年3月1日 守山町に編入     | 昭和45年7月1日 市制 守山市 | 守山市                 | 守山市     |
| 幸津川新田     |                | 明治7年 幸津川村   | 幸津川村               | 中洲村                     | 中洲村                       | 中洲村                 | 昭和32年3月1日 守山町に編入     | 昭和45年7月1日 市制 守山市 | 守山市                 | 守山市     |
| 小浜村         | 小浜村         | 明治7年 小浜村     | 小浜村                 | 中洲村                     | 中洲村                       | 中洲村                 | 昭和32年3月1日 守山町に編入     | 昭和45年7月1日 市制 守山市 | 守山市                 | 守山市     |
| 小浜新田       |                | 明治7年 小浜村     | 小浜村                 | 中洲村                     | 中洲村                       | 中洲村                 | 昭和32年3月1日 守山町に編入     | 昭和45年7月1日 市制 守山市 | 守山市                 | 守山市     |
| 守山村         | 守山村         | 守山村             | 守山村                 | 守山村                     | 明治37年2月11日 町制 守山町  | 昭和16年7月10日 守山町 | 昭和30年1月15日 守山町          | 昭和45年7月1日 市制 守山市 | 守山市                 | 守山市     |
| 吉身村         | 吉身村         | 吉身村             | 吉身村                 | 守山村                     | 明治37年2月11日 町制 守山町  | 昭和16年7月10日 守山町 | 昭和30年1月15日 守山町          | 昭和45年7月1日 市制 守山市 | 守山市                 | 守山市     |
| 岡村           | 岡村           | 岡村               | 岡村                   | 守山村                     | 明治37年2月11日 町制 守山町  | 昭和16年7月10日 守山町 | 昭和30年1月15日 守山町          | 昭和45年7月1日 市制 守山市 | 守山市                 | 守山市     |
| 立入村         | 立入村         | 立入村             | 立入村                 | 守山村                     | 明治37年2月11日 町制 守山町  | 昭和16年7月10日 守山町 | 昭和30年1月15日 守山町          | 昭和45年7月1日 市制 守山市 | 守山市                 | 守山市     |
| 栗太郡浮気村   | 栗太郡浮気村   | 栗太郡浮気村       | 栗太郡浮気村           | 栗太郡 物部村              | 栗太郡物部村                 | 昭和16年7月10日 守山町 | 昭和30年1月15日 守山町          | 昭和45年7月1日 市制 守山市 | 守山市                 | 守山市     |
| 栗太郡勝部村   | 栗太郡勝部村   | 栗太郡勝部村       | 栗太郡勝部村           | 栗太郡 物部村              | 栗太郡物部村                 | 昭和16年7月10日 守山町 | 昭和30年1月15日 守山町          | 昭和45年7月1日 市制 守山市 | 守山市                 | 守山市     |
| 栗太郡今宿村   | 栗太郡今宿村   | 栗太郡今宿村       | 栗太郡今宿村           | 栗太郡 物部村              | 栗太郡物部村                 | 昭和16年7月10日 守山町 | 昭和30年1月15日 守山町          | 昭和45年7月1日 市制 守山市 | 守山市                 | 守山市     |
| 栗太郡焔魔堂村 | 栗太郡焔魔堂村 | 栗太郡焔魔堂村     | 栗太郡焔魔堂村         | 栗太郡 物部村              | 栗太郡物部村                 | 昭和16年7月10日 守山町 | 昭和30年1月15日 守山町          | 昭和45年7月1日 市制 守山市 | 守山市                 | 守山市     |
| 栗太郡阿村     | 栗太郡阿村     | 栗太郡阿村         | 栗太郡阿村             | 栗太郡 物部村              | 栗太郡物部村                 | 昭和16年7月10日 守山町 | 昭和30年1月15日 守山町          | 昭和45年7月1日 市制 守山市 | 守山市                 | 守山市     |
| 栗太郡伊勢村   | 栗太郡伊勢村   | 栗太郡伊勢村       | 栗太郡伊勢村           | 栗太郡 物部村              | 栗太郡物部村                 | 昭和16年7月10日 守山町 | 昭和30年1月15日 守山町          | 昭和45年7月1日 市制 守山市 | 守山市                 | 守山市     |
| 栗太郡二町村   | 栗太郡二町村   | 栗太郡二町村       | 栗太郡二町村           | 栗太郡 物部村              | 栗太郡物部村                 | 昭和16年7月10日 守山町 | 昭和30年1月15日 守山町          | 昭和45年7月1日 市制 守山市 | 守山市                 | 守山市     |
| 栗太郡古高村   | 栗太郡古高村   | 栗太郡古高村       | 栗太郡古高村           | 栗太郡 物部村              | 栗太郡物部村                 | 昭和16年7月10日 守山町 | 昭和30年1月15日 守山町          | 昭和45年7月1日 市制 守山市 | 守山市                 | 守山市     |
| 栗太郡大門村   | 栗太郡大門村   | 栗太郡大門村       | 栗太郡大門村           | 栗太郡 物部村              | 栗太郡物部村                 | 昭和16年7月10日 守山町 | 昭和30年1月15日 守山町          | 昭和45年7月1日 市制 守山市 | 守山市                 | 守山市     |
| 栗太郡横江村   | 栗太郡横江村   | 栗太郡横江村       | 栗太郡横江村           | 栗太郡 物部村              | 栗太郡物部村                 | 昭和16年7月10日 守山町 | 昭和30年1月15日 守山町          | 昭和45年7月1日 市制 守山市 | 守山市                 | 守山市     |
| 栗太郡千代村   | 栗太郡千代村   | 栗太郡千代村       | 栗太郡千代村           | 栗太郡 物部村              | 栗太郡物部村                 | 昭和16年7月10日 守山町 | 昭和30年1月15日 守山町          | 昭和45年7月1日 市制 守山市 | 守山市                 | 守山市     |
| 金森村         | 金森村         | 金森村             | 金森村                 | 小津村                     | 小津村                       | 小津村                 | 昭和30年1月15日 守山町          | 昭和45年7月1日 市制 守山市 | 守山市                 | 守山市     |
| 三宅村         | 三宅村         | 三宅村             | 三宅村                 | 小津村                     | 小津村                       | 小津村                 | 昭和30年1月15日 守山町          | 昭和45年7月1日 市制 守山市 | 守山市                 | 守山市     |
| 大林村         | 大林村         | 大林村             | 大林村                 | 小津村                     | 小津村                       | 小津村                 | 昭和30年1月15日 守山町          | 昭和45年7月1日 市制 守山市 | 守山市                 | 守山市     |
| 欲賀村         | 欲賀村         | 欲賀村             | 欲賀村                 | 小津村                     | 小津村                       | 小津村                 | 昭和30年1月15日 守山町          | 昭和45年7月1日 市制 守山市 | 守山市                 | 守山市     |
| 森川原村       | 森川原村       | 森川原村           | 森川原村               | 小津村                     | 小津村                       | 小津村                 | 昭和30年1月15日 守山町          | 昭和45年7月1日 市制 守山市 | 守山市                 | 守山市     |
| 山賀村         | 山賀村         | 明治7年 山賀村     | 山賀村                 | 小津村                     | 小津村                       | 小津村                 | 昭和30年1月15日 守山町          | 昭和45年7月1日 市制 守山市 | 守山市                 | 守山市     |
| 山賀新田       |                | 明治7年 山賀村     | 山賀村                 | 小津村                     | 小津村                       | 小津村                 | 昭和30年1月15日 守山町          | 昭和45年7月1日 市制 守山市 | 守山市                 | 守山市     |
| 杉江村         | 杉江村         | 明治7年 杉江村     | 杉江村                 | 小津村                     | 小津村                       | 小津村                 | 昭和30年1月15日 守山町          | 昭和45年7月1日 市制 守山市 | 守山市                 | 守山市     |
| 杉江新田       |                | 明治7年 杉江村     | 杉江村                 | 小津村                     | 小津村                       | 小津村                 | 昭和30年1月15日 守山町          | 昭和45年7月1日 市制 守山市 | 守山市                 | 守山市     |
| 赤野井村       | 赤野井村       | 赤野井村           | 明治8年 赤野井村       | 玉津村                     | 玉津村                       | 玉津村                 | 昭和30年1月15日 守山町          | 昭和45年7月1日 市制 守山市 | 守山市                 | 守山市     |
| 赤野井新田     | 赤野井新田     | 赤野井新田         | 明治8年 赤野井村       | 玉津村                     | 玉津村                       | 玉津村                 | 昭和30年1月15日 守山町          | 昭和45年7月1日 市制 守山市 | 守山市                 | 守山市     |
| 石田村         | 石田村         | 石田村             | 石田村                 | 玉津村                     | 玉津村                       | 玉津村                 | 昭和30年1月15日 守山町          | 昭和45年7月1日 市制 守山市 | 守山市                 | 守山市     |
| 十二里村       | 十二里村       | 十二里村           | 十二里村               | 玉津村                     | 玉津村                       | 玉津村                 | 昭和30年1月15日 守山町          | 昭和45年7月1日 市制 守山市 | 守山市                 | 守山市     |
| 矢島村         | 矢島村         | 矢島村             | 矢島村                 | 玉津村                     | 玉津村                       | 玉津村                 | 昭和30年1月15日 守山町          | 昭和45年7月1日 市制 守山市 | 守山市                 | 守山市     |
| 水保村         | 水保村         | 明治7年 水保村     | 水保村                 | 速野村                     | 速野村                       | 速野村                 | 昭和30年1月15日 守山町          | 昭和45年7月1日 市制 守山市 | 守山市                 | 守山市     |
| 水保新田       |                | 明治7年 水保村     | 水保村                 | 速野村                     | 速野村                       | 速野村                 | 昭和30年1月15日 守山町          | 昭和45年7月1日 市制 守山市 | 守山市                 | 守山市     |
| 今浜村         | 今浜村         | 明治初年 今浜村    | 今浜村                 | 速野村                     | 速野村                       | 速野村                 | 昭和30年1月15日 守山町          | 昭和45年7月1日 市制 守山市 | 守山市                 | 守山市     |
| 今浜新田       |                | 明治初年 今浜村    | 今浜村                 | 速野村                     | 速野村                       | 速野村                 | 昭和30年1月15日 守山町          | 昭和45年7月1日 市制 守山市 | 守山市                 | 守山市     |
| 木浜村         | 木浜村         | 明治5年 木浜村     | 木浜村                 | 速野村                     | 速野村                       | 速野村                 | 昭和30年1月15日 守山町          | 昭和45年7月1日 市制 守山市 | 守山市                 | 守山市     |
| 木浜新田       |                | 明治5年 木浜村     | 木浜村                 | 速野村                     | 速野村                       | 速野村                 | 昭和30年1月15日 守山町          | 昭和45年7月1日 市制 守山市 | 守山市                 | 守山市     |
| 開発村         | 開発村         | 開発村             | 明治8年 洲本村         | 速野村                     | 速野村                       | 速野村                 | 昭和30年1月15日 守山町          | 昭和45年7月1日 市制 守山市 | 守山市                 | 守山市     |
| 川崎新田       | 川崎新田       | 川崎新田           | 明治8年 洲本村         | 速野村                     | 速野村                       | 速野村                 | 昭和30年1月15日 守山町          | 昭和45年7月1日 市制 守山市 | 守山市                 | 守山市     |
| 播磨田村       | 播磨田村       | 播磨田村           | 播磨田村               | 河西村                     | 河西村                       | 河西村                 | 昭和30年1月15日 守山町          | 昭和45年7月1日 市制 守山市 | 守山市                 | 守山市     |
| 小島村         | 小島村         | 小島村             | 小島村                 | 河西村                     | 河西村                       | 河西村                 | 昭和30年1月15日 守山町          | 昭和45年7月1日 市制 守山市 | 守山市                 | 守山市     |
| 中村           | 中村           | 中村               | 中村                   | 河西村                     | 河西村                       | 河西村                 | 昭和30年1月15日 守山町          | 昭和45年7月1日 市制 守山市 | 守山市                 | 守山市     |
| 笠原村         | 笠原村         | 笠原村             | 笠原村                 | 河西村                     | 河西村                       | 河西村                 | 昭和30年1月15日 守山町          | 昭和45年7月1日 市制 守山市 | 守山市                 | 守山市     |
| 今市村         | 今市村         | 今市村             | 今市村                 | 河西村                     | 河西村                       | 河西村                 | 昭和30年1月15日 守山町          | 昭和45年7月1日 市制 守山市 | 守山市                 | 守山市     |
| 荒見村         | 荒見村         | 荒見村             | 荒見村                 | 河西村                     | 河西村                       | 河西村                 | 昭和30年1月15日 守山町          | 昭和45年7月1日 市制 守山市 | 守山市                 | 守山市     |
| 川田村         | 一部           | 川田村             | 川田村                 | 河西村                     | 河西村                       | 河西村                 | 昭和30年1月15日 守山町          | 昭和45年7月1日 市制 守山市 | 守山市                 | 守山市     |
| 川田村         | 一部           | 川田村             | 川田村                 | 野洲村                     | 明治44年10月17日 町制 野洲町 | 昭和17年5月20日 野洲町 | 昭和30年4月1日 野洲町           | 野洲町                     | 平成16年10月1日 野洲市 | 野洲市     |
| 野洲村         | 野洲村         | 野洲村             | 野洲村                 | 野洲村                     | 明治44年10月17日 町制 野洲町 | 昭和17年5月20日 野洲町 | 昭和30年4月1日 野洲町           | 野洲町                     | 平成16年10月1日 野洲市 | 野洲市     |
| 市三宅村       | 市三宅村       | 市三宅村           | 市三宅村               | 野洲村                     | 明治44年10月17日 町制 野洲町 | 昭和17年5月20日 野洲町 | 昭和30年4月1日 野洲町           | 野洲町                     | 平成16年10月1日 野洲市 | 野洲市     |
| 中畑村         | 中畑村         | 中畑村             | 明治12年 行畑村        | 野洲村                     | 明治44年10月17日 町制 野洲町 | 昭和17年5月20日 野洲町 | 昭和30年4月1日 野洲町           | 野洲町                     | 平成16年10月1日 野洲市 | 野洲市     |
| 行合村         | 行合村         | 行合村             | 明治12年 行畑村        | 野洲村                     | 明治44年10月17日 町制 野洲町 | 昭和17年5月20日 野洲町 | 昭和30年4月1日 野洲町           | 野洲町                     | 平成16年10月1日 野洲市 | 野洲市     |
| 小篠原村       | 小篠原村       | 明治7年 小篠原村   | 小篠原村               | 野洲村                     | 明治44年10月17日 町制 野洲町 | 昭和17年5月20日 野洲町 | 昭和30年4月1日 野洲町           | 野洲町                     | 平成16年10月1日 野洲市 | 野洲市     |
| 山脇村         |                | 明治7年 小篠原村   | 小篠原村               | 野洲村                     | 明治44年10月17日 町制 野洲町 | 昭和17年5月20日 野洲町 | 昭和30年4月1日 野洲町           | 野洲町                     | 平成16年10月1日 野洲市 | 野洲市     |
| 桜生村         |                | 明治7年 小篠原村   | 小篠原村               | 野洲村                     | 明治44年10月17日 町制 野洲町 | 昭和17年5月20日 野洲町 | 昭和30年4月1日 野洲町           | 野洲町                     | 平成16年10月1日 野洲市 | 野洲市     |
| 久野部村       | 久野部村       | 久野部村           | 久野部村               | 野洲村                     | 明治44年10月17日 町制 野洲町 | 昭和17年5月20日 野洲町 | 昭和30年4月1日 野洲町           | 野洲町                     | 平成16年10月1日 野洲市 | 野洲市     |
| 三上村         | 三上村         | 三上村             | 三上村                 | 三上村                     | 三上村                       | 昭和17年5月20日 野洲町 | 昭和30年4月1日 野洲町           | 野洲町                     | 平成16年10月1日 野洲市 | 野洲市     |
| 妙光寺村       | 妙光寺村       | 妙光寺村           | 妙光寺村               | 三上村                     | 三上村                       | 昭和17年5月20日 野洲町 | 昭和30年4月1日 野洲町           | 野洲町                     | 平成16年10月1日 野洲市 | 野洲市     |
| 南桜村         | 南桜村         | 南桜村             | 南桜村                 | 三上村                     | 三上村                       | 昭和17年5月20日 野洲町 | 昭和30年4月1日 野洲町           | 野洲町                     | 平成16年10月1日 野洲市 | 野洲市     |
| 北桜村         | 北桜村         | 北桜村             | 北桜村                 | 三上村                     | 三上村                       | 昭和17年5月20日 野洲町 | 昭和30年4月1日 野洲町           | 野洲町                     | 平成16年10月1日 野洲市 | 野洲市     |
| 永原村         | 永原村         | 永原村             | 永原村                 | 義王村                     | 明治27年8月22日 改称 祇王村  | 祇王村                 | 昭和30年4月1日 野洲町           | 野洲町                     | 平成16年10月1日 野洲市 | 野洲市     |
| 中北村         | 中北村         | 中北村             | 中北村                 | 義王村                     | 明治27年8月22日 改称 祇王村  | 祇王村                 | 昭和30年4月1日 野洲町           | 野洲町                     | 平成16年10月1日 野洲市 | 野洲市     |
| 上永原村       | 上永原村       | 明治7年 上屋村     | 上屋村                 | 義王村                     | 明治27年8月22日 改称 祇王村  | 祇王村                 | 昭和30年4月1日 野洲町           | 野洲町                     | 平成16年10月1日 野洲市 | 野洲市     |
| 紺屋町村       |                | 明治7年 上屋村     | 上屋村                 | 義王村                     | 明治27年8月22日 改称 祇王村  | 祇王村                 | 昭和30年4月1日 野洲町           | 野洲町                     | 平成16年10月1日 野洲市 | 野洲市     |
| 辻町村         | 辻町村         | 辻町村             | 辻町村                 | 義王村                     | 明治27年8月22日 改称 祇王村  | 祇王村                 | 昭和30年4月1日 野洲町           | 野洲町                     | 平成16年10月1日 野洲市 | 野洲市     |
| 冨波沢村       | 冨波沢村       | 明治5年 冨波村     | 冨波村                 | 義王村                     | 明治27年8月22日 改称 祇王村  | 祇王村                 | 昭和30年4月1日 野洲町           | 野洲町                     | 平成16年10月1日 野洲市 | 野洲市     |
| 冨波新田村     |                | 明治5年 冨波村     | 冨波村                 | 義王村                     | 明治27年8月22日 改称 祇王村  | 祇王村                 | 昭和30年4月1日 野洲町           | 野洲町                     | 平成16年10月1日 野洲市 | 野洲市     |
| 五之里村       | 五之里村       | 五之里村           | 五之里村               | 義王村                     | 明治27年8月22日 改称 祇王村  | 祇王村                 | 昭和30年4月1日 野洲町           | 野洲町                     | 平成16年10月1日 野洲市 | 野洲市     |
| 北村           | 北村           | 北村               | 北村                   | 義王村                     | 明治27年8月22日 改称 祇王村  | 祇王村                 | 昭和30年4月1日 野洲町           | 野洲町                     | 平成16年10月1日 野洲市 | 野洲市     |
| 大篠原村       | 大篠原村       | 大篠原村           | 大篠原村               | 篠原村                     | 篠原村                       | 篠原村                 | 昭和30年4月1日 野洲町           | 野洲町                     | 平成16年10月1日 野洲市 | 野洲市     |
| 小堤村         | 小堤村         | 小堤村             | 小堤村                 | 篠原村                     | 篠原村                       | 篠原村                 | 昭和30年4月1日 野洲町           | 野洲町                     | 平成16年10月1日 野洲市 | 野洲市     |
| 入町村         | 入町村         | 入町村             | 入町村                 | 篠原村                     | 篠原村                       | 篠原村                 | 昭和30年4月1日 野洲町           | 野洲町                     | 平成16年10月1日 野洲市 | 野洲市     |
| 長島村         | 長島村         | 長島村             | 長島村                 | 篠原村                     | 篠原村                       | 篠原村                 | 昭和30年4月1日 野洲町           | 野洲町                     | 平成16年10月1日 野洲市 | 野洲市     |
| 高木村         | 高木村         | 高木村             | 高木村                 | 篠原村                     | 篠原村                       | 篠原村                 | 昭和30年4月1日 野洲町           | 野洲町                     | 平成16年10月1日 野洲市 | 野洲市     |
| 小南村         | 小南村         | 小南村             | 小南村                 | 篠原村                     | 篠原村                       | 篠原村                 | 昭和30年4月1日 野洲町           | 野洲町                     | 平成16年10月1日 野洲市 | 野洲市     |
| 江頭村         | 江頭村         | 江頭村             | 江頭村                 | 北里村                     | 北里村                       | 北里村                 | 昭和30年3月3日 近江八幡市に編入 | 近江八幡市                 | 近江八幡市             | 近江八幡市 |
| 十王町村       | 十王町村       | 十王町村           | 十王町村               | 北里村                     | 北里村                       | 北里村                 | 昭和30年3月3日 近江八幡市に編入 | 近江八幡市                 | 近江八幡市             | 近江八幡市 |
| 小田村         | 小田村         | 小田村             | 小田村                 | 北里村                     | 北里村                       | 北里村                 | 昭和30年3月3日 近江八幡市に編入 | 近江八幡市                 | 近江八幡市             | 近江八幡市 |
| 野村           | 野村           | 明治7年 野村       | 野村                   | 北里村                     | 北里村                       | 北里村                 | 昭和30年3月3日 近江八幡市に編入 | 近江八幡市                 | 近江八幡市             | 近江八幡市 |
| 末吉新田       |                | 明治7年 野村       | 野村                   | 北里村                     | 北里村                       | 北里村                 | 昭和30年3月3日 近江八幡市に編入 | 近江八幡市                 | 近江八幡市             | 近江八幡市 |
| 野村新田       | 野村新田       | 野村新田           | 明治8年 佐波江村       | 北里村                     | 北里村                       | 北里村                 | 昭和30年3月3日 近江八幡市に編入 | 近江八幡市                 | 近江八幡市             | 近江八幡市 |
| 井狩新田       | 井狩新田       | 井狩新田           | 明治8年 佐波江村       | 北里村                     | 北里村                       | 北里村                 | 昭和30年3月3日 近江八幡市に編入 | 近江八幡市                 | 近江八幡市             | 近江八幡市 |

## 行政
栗太・野洲郡長
| 代 | 氏名 | 就任年月日                | 退任年月日                | 備考                                                 |
| -- | ---- | ------------------------- | ------------------------- | ---------------------------------------------------- |
| 1  |      | 明治12年（1879年）5月16日 |                           | 明治11年（1879年）5月6日までは、京都府宇治郡長も兼任 |
|    |      |                           | 明治31年（1898年）3月31日 | 廃官                                                 |

野洲郡長
| 代 | 氏名     | 就任年月日               | 退任年月日                | 備考                   |
| -- | -------- | ------------------------ | ------------------------- | ---------------------- |
| 1  |          | 明治31年（1898年）4月1日 |                           |                        |
|    | 松田宗寿 |                          |                           |                        |
|    |          |                          | 大正15年（1926年）6月30日 | 郡役所廃止により、廃官 |